# لیل (سوره)
سوره لیل در مکه نازل شده و دارای ۲۱ آیه است. کلمه لیل به معنی شب است.

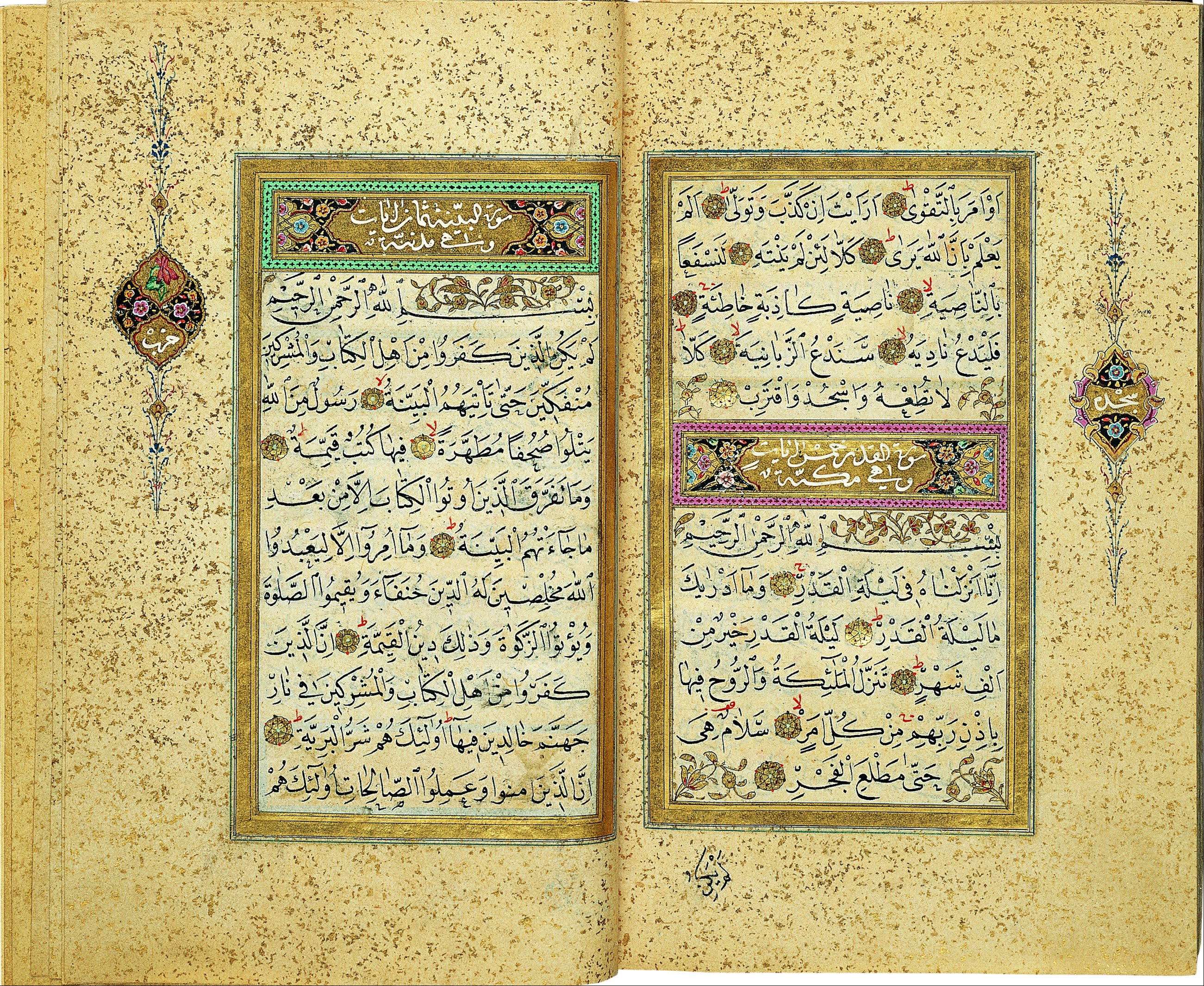
تصویری از یک نسخه قدیمی قرآن به خط یحیی فخرالدین متعلق به قرن ۱۸ میلادی که در آن آیاتی از سوره‌های لیل، قدر و بینه دیده می‌شود. براساس توضیحات تصویر در انبار، این قرآن در شهر استانبول نگهداری می‌شود.

## نزول
قبل از سوره فجر و بعد از سوره اعلی نازل شده‌است.

## محتوای سوره
این سوره مردم را به دو گروه تقسیم می‌کند:
1. انفاق کنندگان باتقوا
2. بخیلانی که منکر پاداش قیامتند

پایان کار گروه اول را خوشبختی و سهولت و آرامش، و پایان کار گروه دوم را سختی و تنگی و بدبختی می‌شمرد.
در بخش دیگر، بعد از اشاره به این که هدایت بندگان بر خداست، همگان را از دوزخ انذار می‌کند. و آخرین بخش اوصاف کسانی است که در این آتش می‌سوزند و گروهی را که از آن نجات می‌یابند.

## فضیلت سوره
جهت فتوحات بی‌نهایت و زیادی مال، اثری عجیب و نفعی غریب دارد و باید در ختم آن رعایت تقوی و دوری از گناه بیشتر شود.
- از پیامبر آمده‌است: هرکس این سوره را تلاوت کند خداوند آنقدر به او می‌بخشد که راضی شود، و او را از سختیها نجات می‌دهد و مسیر زندگی را برای او آسان می‌سازد.
- پیامبر (ص): هر کس 40 شب متوالی، هر شب 40 بار سوره لیل را قرائت کند، به شرط آنکه وقتی به آیه 19 ( و ما لاحد عنده من نعمة تجزی ) برسد آن را سه بار تکرار کند خداوند حاجات او را چنان بر آورده می‌کند که عقل حیران می ماند.